# Dipartimento di Quindío
Il dipartimento di Quindío è uno dei 32 dipartimenti della Colombia. Il capoluogo del dipartimento è Armenia.

## Geografia fisica
Il dipartimento di Quindío è posto nell'area centrale del paese.
Confina a nord con il dipartimento di Risaralda, ad est con il dipartimento di Tolima e ad ovest con il dipartimento di Valle del Cauca.
Il territorio è prevalentemente montuoso essendo il Quindío attraversato dalla Cordigliera Centrale che raggiunge nel dipartimento i 5.150 metri di altezza del Nevado del Quindío.
La capitale Armenia è posta a 1480 metri di altitudine.

## Economia
La principale risorsa economica del dipartimento è la produzione del caffè, di qualità pregiata, ampiamente coltivato nel dipartimento.

## Geografia antropica

### Suddivisioni amministrative
Il dipartimento di Quindío si compone di 12 comuni:
- Armenia
- Buenavista
- Calarcá
- Circasia
- Córdoba
- Filandia
- Génova
- La Tebaida
- Montenegro
- Pijao
- Quimbaya
- Salento